# Ambeno
Ambeno (Ambenu) ist ein traditionelles Reich der Atoin Meto im Nordwesten der Insel Timor. Heute gehört das Gebiet zur osttimoresischen Exklave Oe-Cusse Ambeno.

## Name
Der Name des Reiches, der auch in die Bezeichnung der Exklave als „Oe-Cusse Ambeno“ eingegangen ist, wird aus zwei Wörtern gebildet. „Ama“ oder „am“ bedeutet „Vater“, beziehungsweise „König“. „Benu“ ist der Name zweier legendärer Herrscher der Region.

## Geschichte
Im Reich Ambeno landeten 1515 erstmals die Portugiesen auf Timor. Hier gründeten sie 1556 die Siedlung Lifau. 1641 konvertierte die Königswitwe und Regentin mit ihren vier Töchtern und ihrem Sohn Dom Pedro zum Christentum. Pedro gilt als einer der Ahnherren der Herrscherdynastie der Cruz.
1664 entstand in Lifau das Reich Oecussi, das von den Topasse kontrolliert wurde. Dieses herrschte über die Küste im Nordosten der heutigen Exklave, während Ambeno den gebirgigen Westen und Süden einnahm. Mit den Topasse standen die Cruz von Ambeno, in enger Beziehung. Es gab Bündnisse und Heiraten zwischen den beiden Reichen. Die Oberhoheit Portugals über beide, war allerdings bis ins 19. Jahrhundert hinein eher nominell. Die eigentliche Macht lag bei den Topasse in Oecussi. 1769 wurden die Portugiesen sogar aus Lifau vertrieben und mussten ihre neue koloniale Hauptstadt in Dili errichten. Erst 1790 schworen Pedro da Hornay, Herrscher der Topasse, und sein Schwager, der Herrscher von Ambeno, auf einer Reise nach Dili Portugal erneut seine Treue. Ein Priester hatte die beiden Herrscher dazu bewegt.
Ab 1861 zahlten die beide Reiche keine Tribute oder Steuern mehr an die portugiesische Kolonialverwaltung. Erst auf Betreiben des Missionars Francisco Xavier de Mello entsandten Oecussi und Ambeno im August 1879 Vertreter nach Dili, zur Erneuerung des Treueeids. Aus Ambeno kam der Herrscher Pedro Paulo dos Santos Cruz, zusammen mit fünf Prinzen. Die Portugiesen verliehen dem Herrscher von Oecussi den Titel rei (deutsch König), während Pedro Paulo dos Santos Cruz den untergeordneten Titel coronel rei (deutsch in etwa Königoberst). Damit machte die Kolonialmacht die Hierarchie zwischen den beiden Herrschaftsgebieten in der Exklave deutlich.
Im Mai 1912 kam es während der großen Rebellion von Manufahi auch in Ambeno zum Aufstand gegen die Kolonialherren. Alle Portugiesen in dem Reich, die keine Kirchenangehörige waren, wurden zum Regierungssitz von João da Cruz, Usif von Ambeno, gebracht und hingerichtet. Oecussis Herrscher Hugo Hermenegildo da Costa, der zu Portugal loyal blieb, musste in der Zeit sein Reich verlassen. Das Kanonenboot Pátria brachte in Timor stationierte afrikanische Soldaten und 150 Moradores unter dem Kommando von Capitão Pimenta de Castro nach Ambeno. Die Rebellion wurde niedergeschlagen, unter anderem wurde dabei die Kirche von Oecussi zerstört. João da Cruz floh in den niederländischen Teil Timors und Nunuhenu verlor seinen Status als Sitz des Herrschers von Ambeno. Der von den Portugiesen neueingesetzte Verwandte von João da Cruz ließ sich in Tulaica nieder. Zudem wurde das Reich von Ambeno nun endgültig dem Reich von Oecussi und Hugo da Costa untergeordnet.

## Heutige Bedeutung
Der Herrscher von Ambeno, der Liurai oder Usif genannt wird, hat noch heute einen Einfluss auf die lokale Politik. Noch heute bringen Würdenträger der verschiedenen Dörfer in der Vorosterzeit Tribute zum Herrschersitz von Ambeno in Tulaica (Suco Lifau). Teilweise werden sogar Tributzahlungen von Dörfern aus dem indonesischen Teil Westtimors an Ambeno geleistet. Der derzeitige Usif heißt Carlos da Cruz (Stand: 2005).

## Herrscher
- Königin von Ambeno (1641), Regentin für ihren Sohn[1]
- Dom Pedro von Lifau (1641) (Sohn)
- Dom Paulo I von Lifau (bis 1670)
- Dom Paulo II. (vor 1749–1761)
- Nai Sitenoni (1756–1762) (Neffe)
- Nai Nobe Dom Paulo (1761– nach 1764) (Sohn oder Bruder von Dom Paulo II.)
- Dom Paulo II.I (vor 1765– etwa 1800) (wahrscheinlich derselbe wie oben)
- Dom Domingos Francisco da Cruz Hornay (1815–1829; in Citrana 1832–1836) (Sohn)
- Dom Paulo IV. (1832)
- Dom Bernardo I (1851)
- Usi Toli (vor 1870)
- Dom Pedro Paulo Hornay da Cruz (1879–1886)
- Dom Bernardo II. (1896) (Enkel von Domingos Francisco)
- Dom Carlos da Cruz (1903) (Sohn von Dom Pedro Paulo)
- Dom Pedro de Tulicão (bis 1909) (Sohn von Dom Bernardo II.)
- Dom João da Cruz Hornay (1909–1913) (Sohn)
- Eingegliedert in Oecusse 1913[4][5]

## Belege
- Laura Suzanne Meitzner Yoder: Custom, Codification, Collaboration: Integrating the Legacies of Land and Forest Authorities in Oecusse Enclave, East Timor. Dissertation, Yale University, 2005 (PDF-Datei; 1,46 MB (Memento vom 7. März 2007 im Internet Archive)).